# Etixx-Quick Step/2016
Deze pagina geeft een overzicht van de Etixx-Quick Step-wielerploeg in 2016. 

## Transfers
| Inkomend            | Team 2015               | Uitgaand           | Team 2016                   |
| ------------------- | ----------------------- | ------------------ | --------------------------- |
| Marcel Kittel       | Team Giant-Alpecin      | Mark Cavendish     | Dimension Data              |
| Daniel Martin       | Team Cannondale-Garmin  | Mark Renshaw       | Dimension Data              |
| Maximiliano Richeze | Lampre-Merida           | Michał Kwiatkowski | Team Sky                    |
| Bob Jungels         | Trek Factory Racing     | Michał Gołaś       | Team Sky                    |
| Davide Martinelli   | Team Colpack            | Rigoberto Urán     | Cannondale Pro Cycling Team |
| Laurens De Plus     | Lotto Soudal U23        |                    |                             |
| Fernando Gaviria    | Coldeportes-Claro&stage |                    |                             |
| Rodrigo Contreras   | Coldeportes-Claro&stage |                    |                             |

## Renners
| Naam                      | Geboortedatum | Nationaliteit    | Ploeg 2015              |
| ------------------------- | ------------- | ---------------- | ----------------------- |
| Julian Alaphilippe        | 11-06-1992    | Frankrijk        |                         |
| Tom Boonen                | 15-10-1980    | België           |                         |
| Maxime Bouet              | 03-11-1986    | Frankrijk        |                         |
| Gianluca Brambilla        | 22-08-1987    | Italië           |                         |
| Rodrigo Contreras         | 02-06-1994    | Colombia         | Coldeportes-Claro&stage |
| Laurens De Plus           | 04-09-1995    | België           | Lotto Soudal U23        |
| David de la Cruz          | 06-05-1989    | Spanje           |                         |
| Fernando Gaviria          | 19-08-1994    | Colombia         | Coldeportes-Claro&stage |
| Bob Jungels               | 22-09-1992    | Luxemburg        | Trek Factory Racing     |
| Iljo Keisse               | 21-12-1982    | België           |                         |
| Marcel Kittel             | 11-05-1988    | Duitsland        | Team Giant-Alpecin      |
| Yves Lampaert             | 10-04-1991    | België           |                         |
| Nikolas Maes              | 09-04-1986    | België           |                         |
| Tony Martin               | 23-04-1985    | Duitsland        |                         |
| Daniel Martin             | 20-08-1986    | Ierland          | Team Cannondale-Garmin  |
| Davide Martinelli         | 31-05-1993    | Italië           | Team Colpack            |
| Gianni Meersman           | 05-12-1985    | België           |                         |
| Maximiliano Richeze       | 07-03-1983    | Argentinië       | Lampre-Merida           |
| Fabio Sabatini            | 18-02-1985    | Italië           |                         |
| Pieter Serry              | 21-11-1988    | België           |                         |
| Zdeněk Štybar             | 11-12-1985    | Tsjechië         |                         |
| Niki Terpstra             | 18-05-1984    | Nederland        |                         |
| Matteo Trentin            | 02-08-1989    | Italië           |                         |
| Petr Vakoc                | 11-07-1992    | Tsjechië         |                         |
| Stijn Vandenbergh         | 25-04-1984    | België           |                         |
| Guillaume Van Keirsbulck  | 14-02-1991    | België           |                         |
| Martin Velits             | 21-02-1985    | Slowakije        |                         |
| Julien Vermote            | 26-07-1989    | België           |                         |
| Carlos Verona (tot 30/07) | 04-11-1992    | Spanje           |                         |
| Lukasz Wisniowski         | 07-12-1991    | Polen            |                         |
| Stagiairs                 |               |                  |                         |
| Adrien Costa              | 19-08-1997    | Verenigde Staten | Axeon Hagens Berman     |
| Iván García               | 20-11-1995    | Spanje           | Klein Constantia        |
| Hamish Schreurs           | 23-01-1994    | Nieuw-Zeeland    | Klein Constantia        |

## Overwinningen
Ronde van San Luis
1e etappe: Etixx-Quick Step (PTT)
Trofeo Pollença-Andratx
Winnaar: Gianluca Brambilla
Ronde van Dubai
1e etappe: Marcel Kittel
4e etappe: Marcel Kittel
Eindklassement: Marcel Kittel
Ronde van Valencia
2e etappe: Daniel Martin
5e etappe deel A: Stijn Vandenbergh
Ronde van Oman
1e etappe: Bob Jungels
Ronde van de Algarve
1e etappe: Marcel Kittel
4e etappe: Marcel Kittel
Ronde van de Provence
2e etappe: Davide Martinelli
3e etappe: Fernando Gaviria
Classic Sud Ardèche
Winnaar: Petr Vakoč
La Drôme Classic
Winnaar: Petr Vakoč
Le Samyn
Winnaar: Niki Terpstra
Tirreno-Adriatico
2e etappe: Zdeněk Štybar
3e etappe: Fernando Gaviria
Ronde van Catalonië
3e etappe: Daniel Martin
Driedaagse van De Panne-Koksijde
3e etappe deel A: Marcel Kittel
Scheldeprijs
Winnaar: Marcel Kittel
Brabantse Pijl
Winnaar: Petr Vakoč
Ronde van Romandië
1e etappe: Marcel Kittel
Ronde van Italië
2e etappe: Marcel Kittel
3e etappe: Marcel Kittel
8e etappe: Gianluca Brambilla
18e etappe: Matteo Trentin
Ronde van Californië
3e etappe: Julian Alaphilippe
Eindklassement: Julian Alaphilippe
Ronde van Zwitserland
4e etappe: Maximiliano Richeze
Puntenklassement: Maximiliano Richeze
Nationale kampioenschappen wielrennen
Duitsland - tijdrit: Tony Martin
Luxemburg - tijdrit: Bob Jungels
Luxemburg - wegrit: Bob Jungels
Ronde van Frankrijk
4e etappe: Marcel Kittel
Ronde van Polen
1e etappe: Davide Martinelli
2e etappe: Fernando Gaviria
4e etappe: Fernando Gaviria
Ronde van Wallonië
1e etappe: Tom Boonen
4e etappe: Matteo Trentin
RideLondon Classic
Winnaar: Tom Boonen
Dwars door het Hageland
Winnaar: Niki Terpstra
Ronde van de Ain
1e etappe: Matteo Trentin
Ronde van Spanje
2e etappe: Gianni Meersman
5e etappe: Gianni Meersman
9e etappe: David De La Cruz
15e etappe: Gianluca Brambilla
Ronde van de Toekomst
4e etappe: Adrien Costa
Brussels Cycling Classic
Winnaar: Tom Boonen
GP de Fourmies
Winnaar: Marcel Kittel
Ronde van Groot-Brittannië
2e etappe: Julien Vermote
7e etappe deel A: Tony Martin
Primus Classic Impanis-Van Petegem
Winnaar: Fernando Gaviria
Eneco Tour
Eindklassement: Niki Terpstra
Parijs-Tours
Winnaar: Fernando Gaviria
Wereldkampioenschappen wielrennen
Ploegentijdrit: Etixx-Quick Step
Mannen:   2003 · 2004 · 2005 · 2006 · 2007 · 2008 · 2009 · 2010 · 2011 · 2012 · 2013 · 2014 · 2015 · 2016 · 2017 · 2018 · 2019 · 2020 · 2021 · 2022 · 2023 · 2024 · 2025
Vrouwen:   2019 · 2020 · 2021 · 2022 · 2023 · 2024 · 2025
AG2R-La Mondiale · Astana Pro Team · BMC Racing Team · Cannondale Pro Cycling Team · Dimension Data · Etixx-Quick Step · FDJ · Team Giant-Alpecin · IAM Cycling · Team Katjoesja · Lampre-Merida · Team LottoNL-Jumbo · Lotto Soudal · Movistar Team · Orica GreenEDGE · Team Sky · Tinkoff · Trek-Segafredo